# Pleuven
Pleuven (bret. Pluwenn) – miejscowość i gmina we Francji, w regionie Bretania, w departamencie Finistère.
Według danych na rok 1990 gminę zamieszkiwały 1993 osoby, a gęstość zaludnienia wynosiła 146 osób/km² (wśród 1269 gmin Bretanii Pleuven plasuje się na 318. miejscu pod względem liczby ludności, natomiast pod względem powierzchni na miejscu 713.).